# Seti I
Seti I (anche Menmaatra; in greco antico: Σεθῶν?, Sethôn) (1324 a.C. circa – 30 maggio 1279 a.C.) è stato un faraone della XIX dinastia egizia.
Come tutte le date dell'antico Egitto, così anche quelle che concernono Seti I non godono di un'interpretazione univoca. Vari egittologi hanno proposto datazioni differenti per la sua vita e il suo regno; le cronologie più comunemente seguite dagli studiosi lo vedono regnare dal 1294 a.C. al 1279 a.C. oppure dal 1290 a.C. al 1279 a.C.
Il nome Seti è traducibile come Uomo di Seth, stando a indicare che Seti I si poneva sotto la protezione di tale dio. Come ogni faraone, Seti aveva numerosi nomi. Al momento della ascesa al trono assunse il nome regale Menmaatra (mn-m3‘t-r‘), che significa Stabile è la Giustizia di Ra. È comunemente noto con il suo nome di nascita, Seti, che per esteso era Seti-Merenptah (sty mry-n-ptḥ), traducibile come Uomo di Seth-amato da Ptah. Manetone, nei suoi Aegyptiaca, lo considerò, a torto, il fondatore della XIX dinastia e gli attribuì un regno della non credibile durata di 55 anni.

## Regno

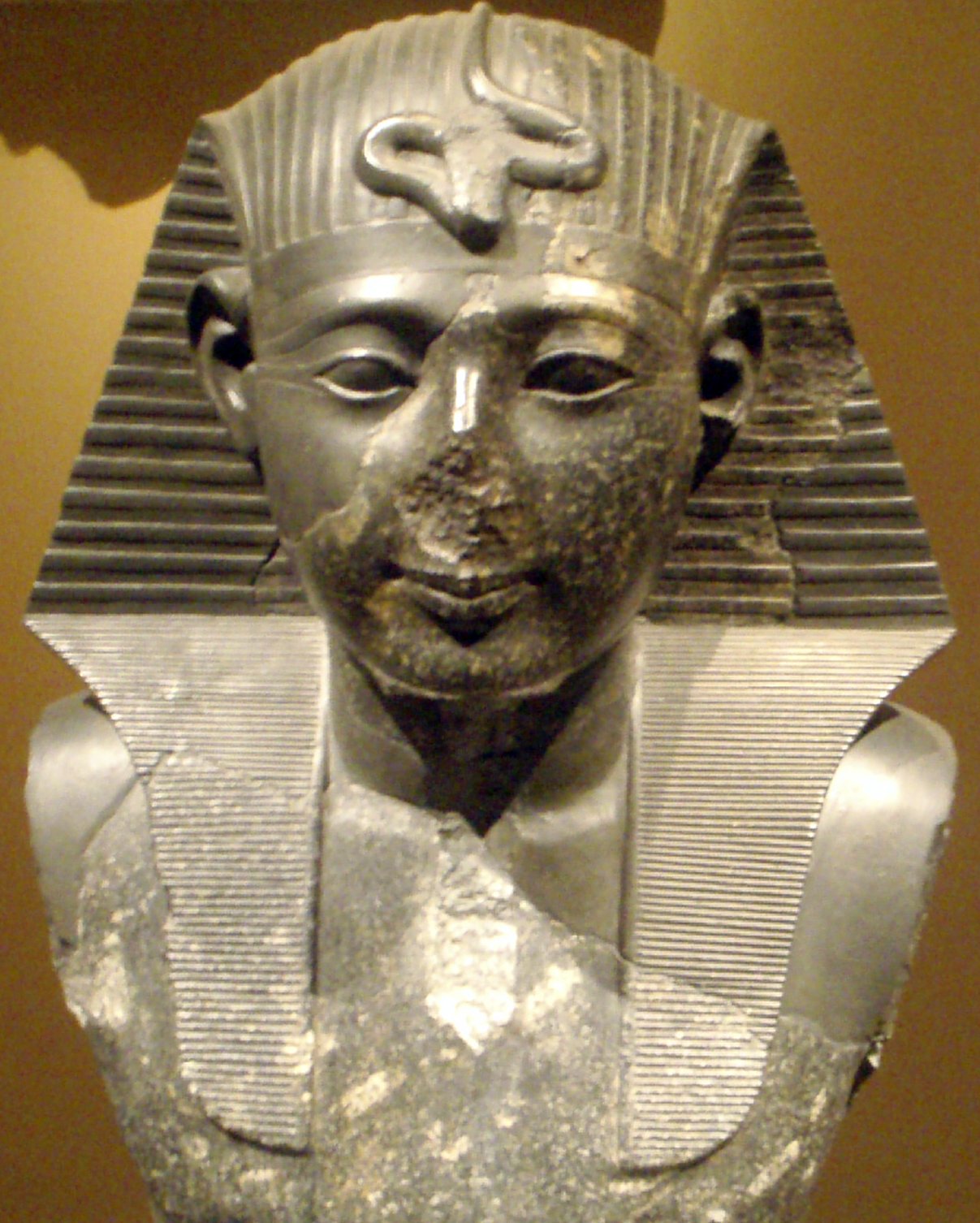
Dettaglio del busto di Seti I da una statua che lo raffigura inginocchiato in atto di adorare una divinità, probabilmente Osiride, in granodiorite. Le braccia sono mancanti. Metropolitan Museum of Art, New York.

Dopo l'eresia amarniana di Akhenaton (1351 a.C. - 1334 a.C.) e gli sconvolgimenti sociali, religiosi e politici che ne conseguirono, con pesanti ripercussioni sui caotici regni di Ankhtkheperura, Smenkhara, Tutankhamon e Ay, la priorità dei successori Horemheb (iniziatore di una grande riforma), Ramses I e Seti I fu ristabilire l'ordine in Egitto e riaffermare la sovranità egizia su Canaan e la Siria, gravemente compromessa dall'espansione della potenza ittita.
Figlio di Ramses I - che divenne faraone in tarda età, a causa della mancanza di eredi di Horemheb, regnando brevemente dal 1292/1 a.C. al 1289 a.C. - e della grande sposa reale Sitra, Seti salì al trono non giovanissimo, intorno ai trentasette anni, dopo aver ricoperto la carica di Sommo sacerdote di Seth. Dai tempi della II dinastia il nome di questa divinità non compariva nella titolatura reale, pur essendone il culto diffuso nella regione del delta del Nilo.
Dalla titolatura di Seti I (per esteso: Menmaatra Seti-Merenptah) è possibile notare come tutte le grandi divinità dell'Egitto del Nuovo Regno vengano citate: Ra, Ptah e Amon oltre a Seth e questa circostanza sembra confermare che le cause dello scontro tra Akhenaton, il faraone eretico, ed il potente clero di Amon del tempio di Karnak, ossia l'eccessivo potere politico ed economico di quest'ultimo, non fossero state cancellate dalla restaurazione seguita ad Akhenaton. Infatti, seguendo l'esempio del padre, anche Seti I riaffermò il primato teologico del dio-sole Ra nel prenomen Menmaatra (Stabile è la Giustizia di Ra). Le date dei primi anni di regno di Seti portano l'epiteto Ripetitore di nascite per sottolineare il desiderio di rinnovamento sia in politica interna che estera.

### Attività edilizia e monumenti
L'attività di costruttore di Seti I fu notevole, tra le opere più importanti: il completamento della sala ipostila di Karnak ed il suo tempio funerario ad Abido dove fece realizzare un rilievo in cui egli stesso compare mentre compie un omaggio nei confronti di 76 suoi predecessori; è questa la famosa "Lista reale di Abido" che inizia da Narmer ed una delle fonti di maggior importanza per la cronologia dei sovrani egizi. Promosse la realizzazione di obelischi in onore di Ra per abbellire il tempio di Eliopoli, di cui resta l'obelisco flaminio, che sarà completato dal figlio Ramses II e poi trasportato a Roma da Augusto.

## Campagne militari

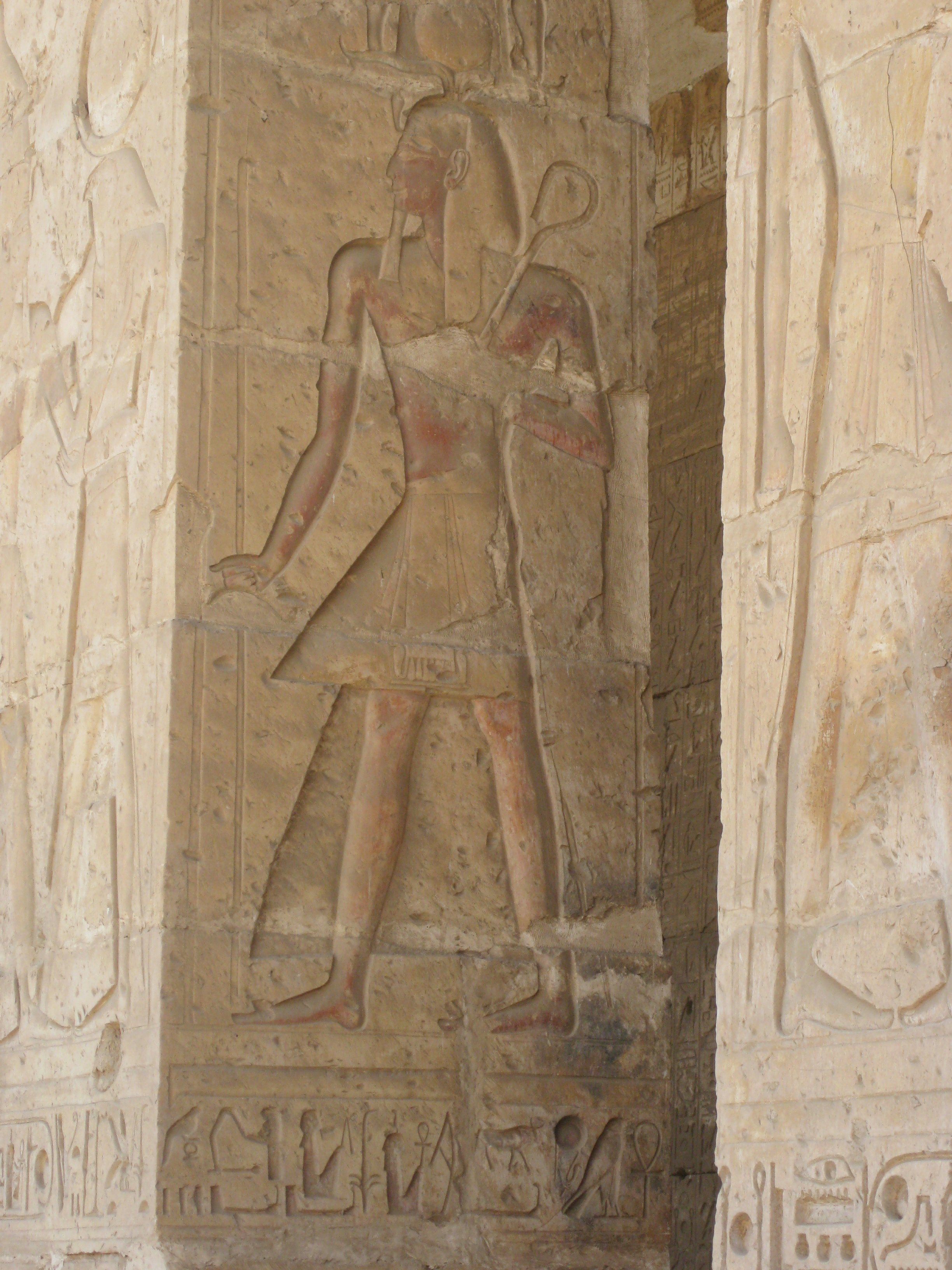
Seti I raffigurato su un pilastro del suo tempio funerario ad Abido

Il ristabilimento dell'influenza estera dell'Egitto richiese una serie di campagne militari in Medio Oriente, Libia e Nubia. Fonti principali su tali attività militari sono le scene di battaglia che Seti I commissionò sulla parete esteriore settentrionale della Grande sala ipostila di Karnak, oltre a varie stele reali coperte di iscrizioni che commemorano battaglia a Canaan e in Nubia. Nel suo 1º anno di regno, Seti guidò le sue truppe lungo la cosiddetta via di Horus, la strada militare che partiva dalla fortezza egizia di Tjaru, nell'estremità nord-orientale del delta del Nilo, e terminava in Palestina, nell'odierna Striscia di Gaza; la strada era costellata di fortezze e pozzi, che figurano dettagliatamente nelle rappresentazioni belliche del tempio di Karnak. Marciando attraverso il Sinai, l'armata combatté contro i beduini locali, chiamati Shasu. Nella regione di Canaan, Seti I ricevette i tributi di alcune Città-Stato che ebbe modo di visitare. Altre, come Beit She'an e Yenoam, dovettero essere assediate e furono espugnate con facilità. Mentre esistono rappresentazioni della presa di Yenoam, non risultano immagini simili per Beit She'an, poiché il faraone non vi partecipò, preferendo inviare una divisione. La spedizione del 1º anno di regno si spinse poi fino al Libano, dove il re ricevette l'atto di sottomissione dei sovrani locali che furono costretti a donargli, come tributo, molto pregiato legname di cedro.

In un momento imprecisato del suo regno, Seti I sconfisse di alcune tribù libiche - Tehenu, Libu, Mashuash - che avevano invaso il confine occidentale dell'Egitto. Sebbene battute da Seti, tali tribù tornarono a minacciare l'Egitto durante i successivi regni di Merenptah (1213 a.C. - 1203 a.C.) e Ramses III (1186 a.C. - 1155 a.C.) e furono sempre sconfitte. Nell'8º anno di regno di Seti I (1282/1 a.C.), l'esercito sedò una rivolta di medie dimensioni in Nubia; il faraone non prese parte alla repressione, mentre il principe ereditario Ramses potrebbe averlo fatto.

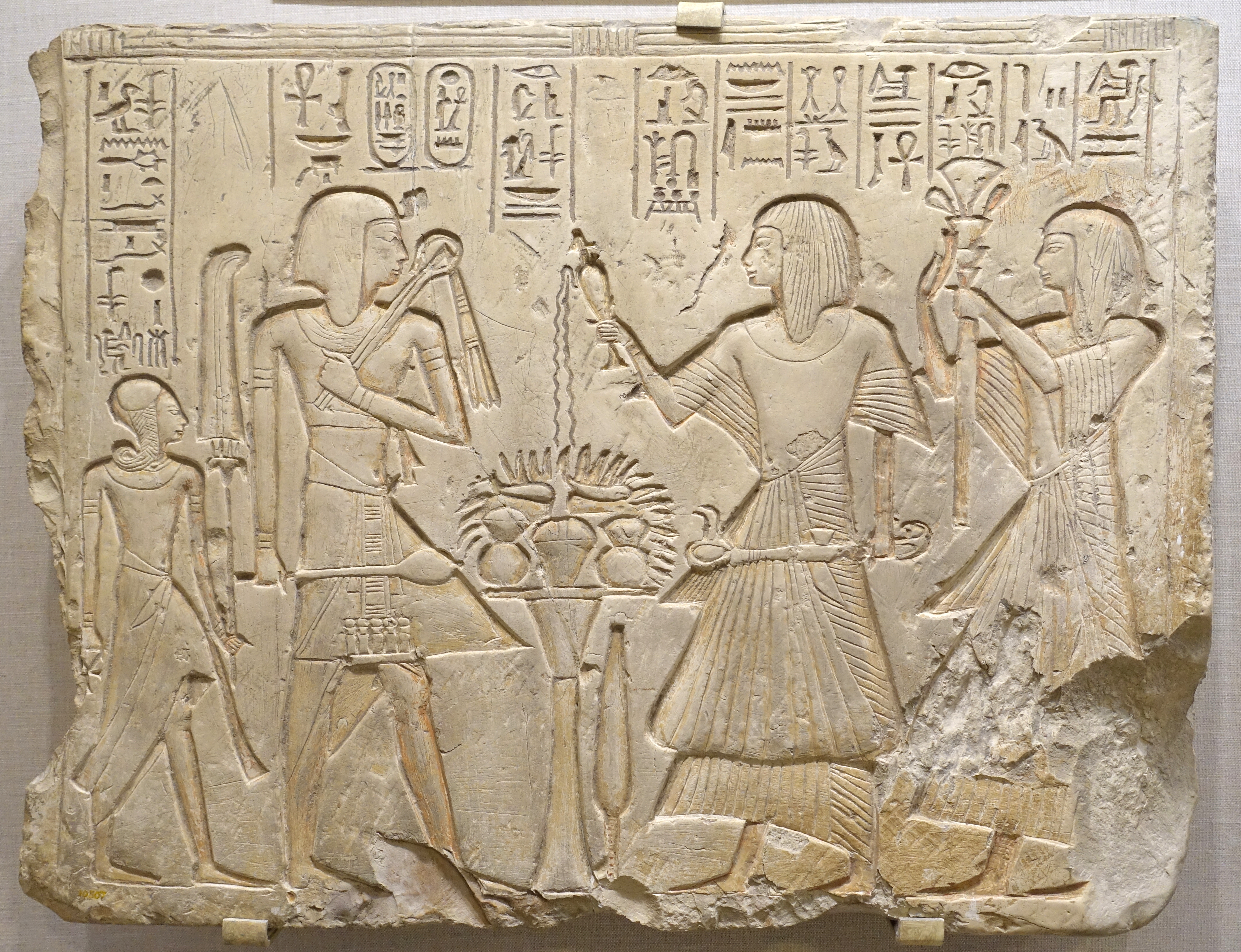
Rilievo calcareo raffigurante Seti I e il principe Ramses (futuro Ramses II) venerati da sacerdoti. Oriental Institute Museum, Università di Chicago.

### Conquista di Qadeš
Il più grande traguardo della politica estera di Seti I fu la conquista della città siriana di Qadeš e del vicino regno di Amurru, precedentemente parte dell'Impero ittita. L'Egitto non aveva più un'influenza attiva su Quadeš fin dai tempi della negligente politica estera di Akhenaton (1351 a.C. - 1334 a.C.). Tutankhamon e Horemheb fallirono i loro tentativi di riprendere la città. Per commemorare la presa di Qadeš, Seti I fece erigere una stele dedicata agli dei Amon, Seth e Montu (quest'ultimo, specialmente, dio della guerra). I territori conquistati finirono però col ritornare agli Ittiti, per il fatto che gli egizi non vollero o non poterono mantenere un contingente militare a Qadeš e Amurru, e soprattutto per la vicinanza di tali territori all'impero ittita. Non appare verosimile che Seti I abbia concluso un trattato di pace con gli ittiti o che volontariamente gli abbia restituito le terre appena conquistate, ma potrebbe aver raggiunto un accordo informale con re Muwatalli II circa i precisi confini degli imperi egiziano e ittita. Cinque anni dopo la morte di Seti I, il successore Ramses II riprese le ostilità con un celebre e fallito tentativo di riprendere Qadeš (fine maggio 1275 a.C.). La città rimase agli ittiti, benché Ramses II l'abbia temporaneamente occupata nel proprio 8º anno di regno.
Si è ritenuto a lungo che Seti I abbia restaurato l'impero egiziano, perduto ai tempi dei disordini religiosi, politici e dinastici del regno di Akhenaton. Tale visione era basata sulla caotica immagine dell'Egitto fornita dalle cosiddette Lettere di Amarna, cioè la corrispondenza diplomatica degli anni di Amenofi III, Akhenaton e Tutankhamon rinvenuta fra le rovine della capitale di Akhenaton, Akhetaton, nel Medio Egitto. Oggi l'egittologia dubita che le politiche di quest'ultimo abbia portato alla perdita dell'impero, eccettuati i territori che Seti I riconquistò. Contrariamente alla scarsità di documenti circa le attività militari di Akhenaton, Tutankhamon e Horemheb, Seti I tenne a glorificare i traguardi delle sue campagne militari tramite monumenti e iscrizioni, vantando anche il suo personale valore in battaglia.

## Ipotesi di una coreggenza di Ramses II

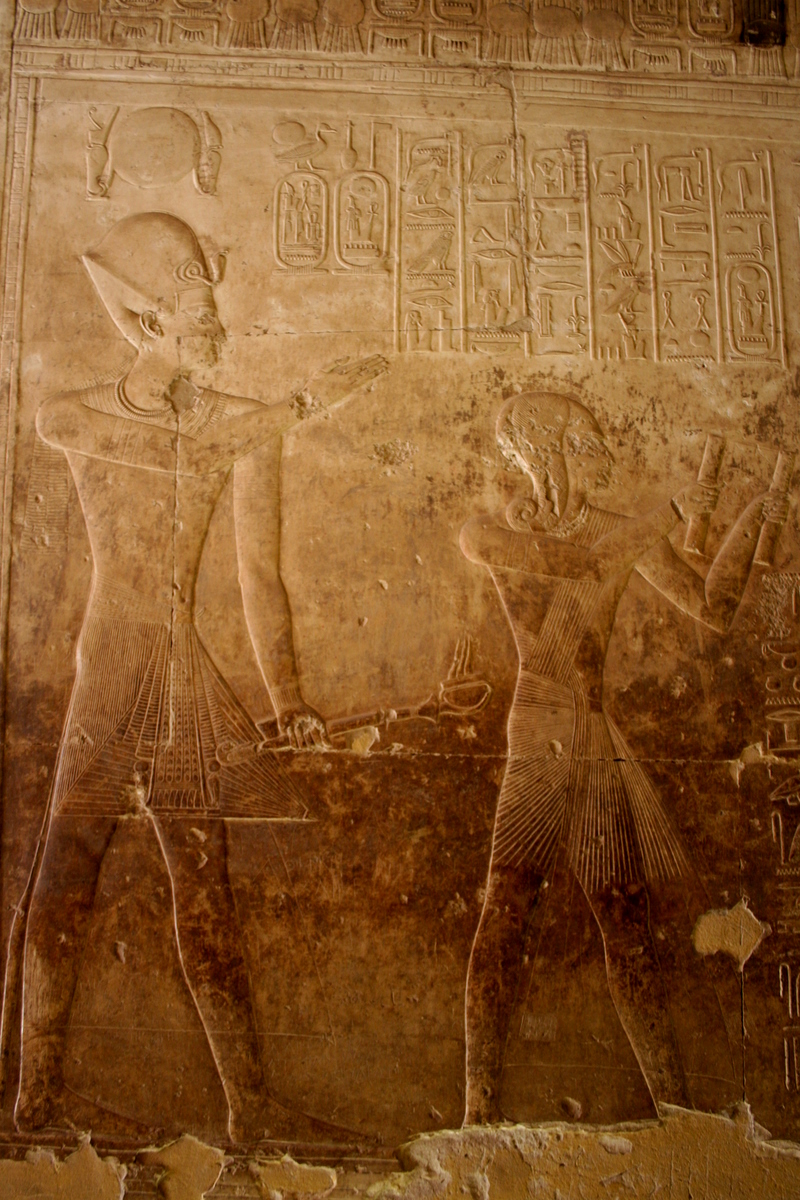
Seti I e il principe ereditario Ramses, futuro Ramses II, davanti alla lista ufficiale dei faraoni (che segue a destra), intenti alla sua lettura. Tempio funerario di Seti I ad Abido.

Intorno al suo 9º anno di regno, Seti I nominò suo figlio Ramses principe ereditario e successore designato, ma le prove di un'effettiva coreggenza fra i due non sono riscontrabili. L'egittologo canadese Peter J. Brand, autore di un'importante biografia su questo faraone e le sue numerose opere, sottolinea, riguardo a tale tesi, che i rilievi che decorano vari templi a Karnak, Gurna e Abido, ove Seti I e Ramses II compaiono insieme, furono realizzati dopo la morte di Seti per volere del figlio Ramses, e che perciò non possono essere utilizzati come prove per suffragare l'ipotesi della coreggenza. Inoltre, l'egittologo statunitense William Murnane, che inizialmente appoggiò l'ipotesi della condivisione del potere fra i due, più tardi rivide le proprie posizioni, respingendo la tesi secondo cui Ramses II avrebbe cominciato a contare i propri anni di regno mentre Seti I era ancora vivo. Infine, Kenneth Kitchen ha respinto l'uso del termine coreggenza per descrivere il rapporto fra il padre e il figlio; lo studioso scozzese descrive la prima fase della carriera di Ramses come la reggenza di un principe, quando l'adolescente Ramses poté godere di una propria titolatura reale e di un harem, ma senza contare i propri anni di regno fino alla morte di suo padre. L'ipotesi della coreggenza fra i due appare vaga e quantomeno ambigua. Due importanti descrizioni risalenti al primo decennio di regno di Ramses - l'iscrizione dedicatoria del tempio di Abido e le stele di Kuban - attribuiscono al sovrano titoli confacenti un principe: Primogenito del re, Principe ereditario ed Erede, oltre a specifici titoli militari.

## Sepoltura

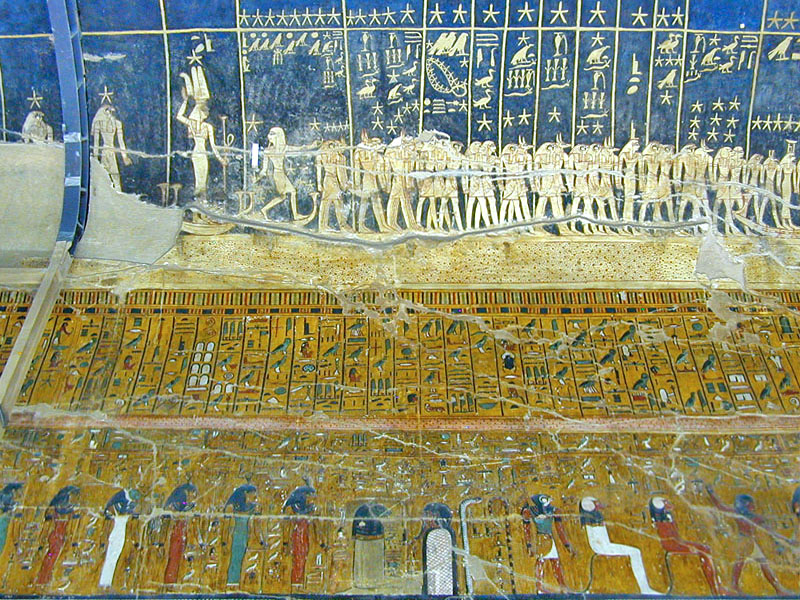
Dettaglio delle complesse decorazioni della tomba di Seti I. Nel registro inferiore, la seconda ora dell'Amduat; sul soffitto, la volta celeste e le costellazioni.

La tomba ben conservata di Seti I (KV17) fu rinvenuta nell'ottobre del 1817 da Giovanni Battista Belzoni nella Valle dei Re; si rivelò la più lunga (136 metri) e la più profonda fra tutte le tombe faraoniche del Nuovo Regno. Fu anche la prima a essere decorata in ogni suo punto, con raffinati bassorilievi e pitture di colori vivaci riproducenti, tra gli altri, i testi dell'Amduat e delle Litanie di Ra e raffigurazioni di divinità quali Hathor, Osiride, Ptah, Nefertum e Iside. Questo vasto complesso iconografico fornì un modello seguito da tutti i successivi faraoni del Nuovo Regno.

### Sarcofago
Il suo imponente sarcofago, ottenuto da un unico blocco di alabastro, decorato su ogni lato (all'interno si trova un'immagine della dea del cielo, Nut, oltre a varie divinità che avvolgono il corpo del faraone), si trova al Sir John Soane's Museum, a Londra; Sir Soane lo acquistò per la sua collezione nel 1825, quando il British Museum rifiutò di pagare le £2000 del suo prezzo. Al momento dell'arrivo al museo, l'alabastro del reperto era completamente bianco e ancora arricchito con inserti di solfato rameico di colore blu posizionati nell'antichità. I due secoli trascorsi nel clima di Londra e l'inquinamento hanno fatto scurire il sarcofago, portandolo a un colore brunato; inoltre l'umidità ha causato la caduta delle decorazioni blu. Sull'intero corpo del sarcofago sono incisi brani dal Libro delle Porte, un importante testo sacro funerario che descrive il viaggio notturno del dio-sole Ra nell'oltretomba.

## Mummia

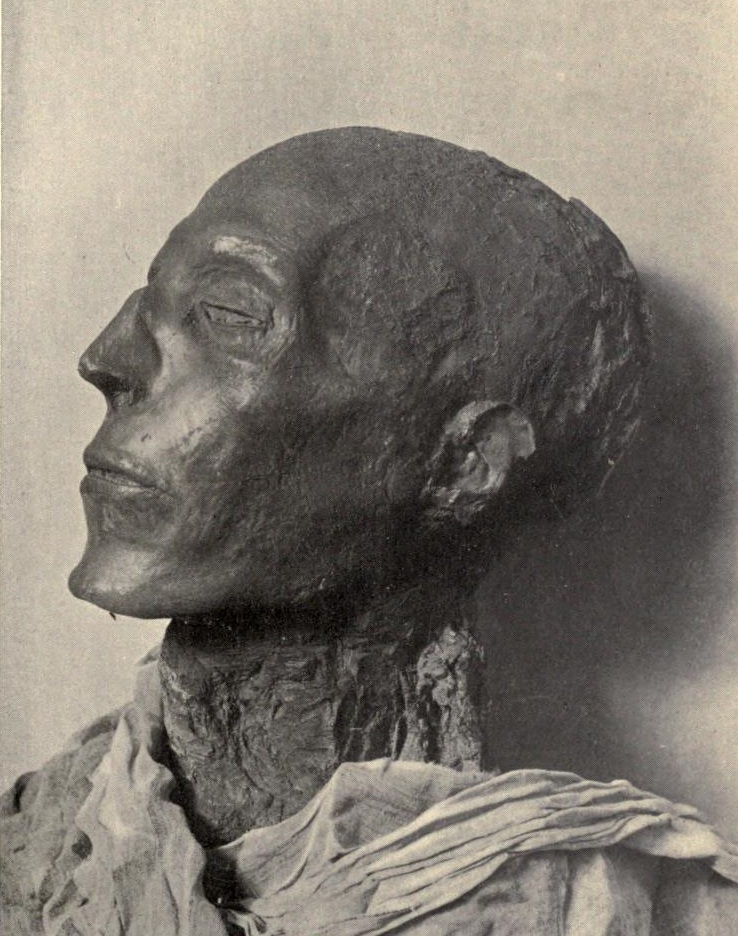
Testa della mummia di Seti I (fotografia di Émile Brugsch).

La mummia di Seti I fu scoperta nel 1881, nel nascondiglio delle mummie reali (tomba DB320) a Deir el-Bahari, e identificata grazie al nome inscritto sul coperchio del sarcofago. Da allora si trova al Museo egizio del Cairo. Fu sbendata da Gaston Maspero il 9 giugno 1886.
Dagli esami condotti sulla mummia di Seti, forse la meglio conservata di tutte le mummie egizie, è emerso che il re non era ancora cinquantenne quando morì inaspettatamente, in netto contrasto con i suoi predecessori Horemheb e Ramses I e con il figlio Ramses II, che si spensero in età avanzata o molto avanzata. Le cause di questa morte abbastanza prematura sono sconosciute; sulla sua salma non c'è traccia di violenza. La testa fu rinvenuta distaccata dal corpo, ma il danno è imputabile all'azione dei razziatori di tombe: i sacerdoti di Amon della XXI dinastia la riattaccarono con cura servendosi di panni di lino. Si è ipotizzato che potrebbe essere morto per una malattia cardiaca che l'avrebbe afflitto per anni. Enigmaticamente, il cuore fu rinvenuto nella parte destra del torace, quando la prassi prevedeva che fosse rimesso a posto, mummificato, nel lato sinistro: alcuni ipotizzano che potrebbe essersi trattato di un grossolano errore, oppure di un tentativo poco chiaro di far funzionare meglio l'organo nell'aldilà.

La mummia di Seti I è lunga un metro e 70 centimetri. Per il suo stato di conservazione straordinario e la perizia dell'arte degli imbalsamatori, lasciò ammirati gli scopritori e i ricercatori; Maspero, che la sbendò, commentò: 

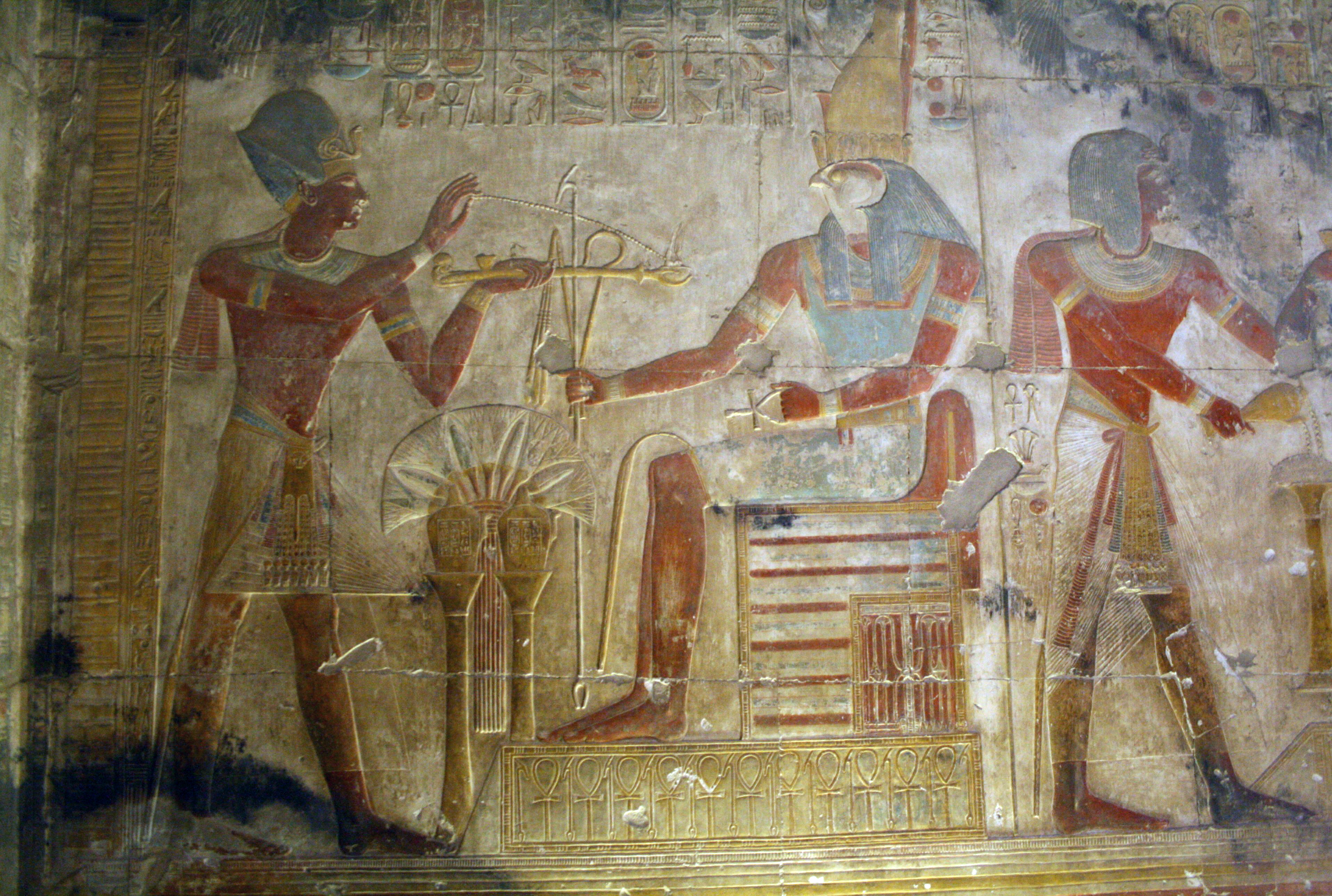
Seti I al cospetto del dio Horus, il cui capo di falco è sormontato dalla Doppia Corona dell'Alto e Basso Egitto. Tempio di Abido.

Il 3 aprile 2021 la sua mummia è stata traslata con la Parata d'oro dei faraoni dal vecchio Museo Egizio al nuovo Museo nazionale della Civiltà egiziana.

## Seti I e il cinema

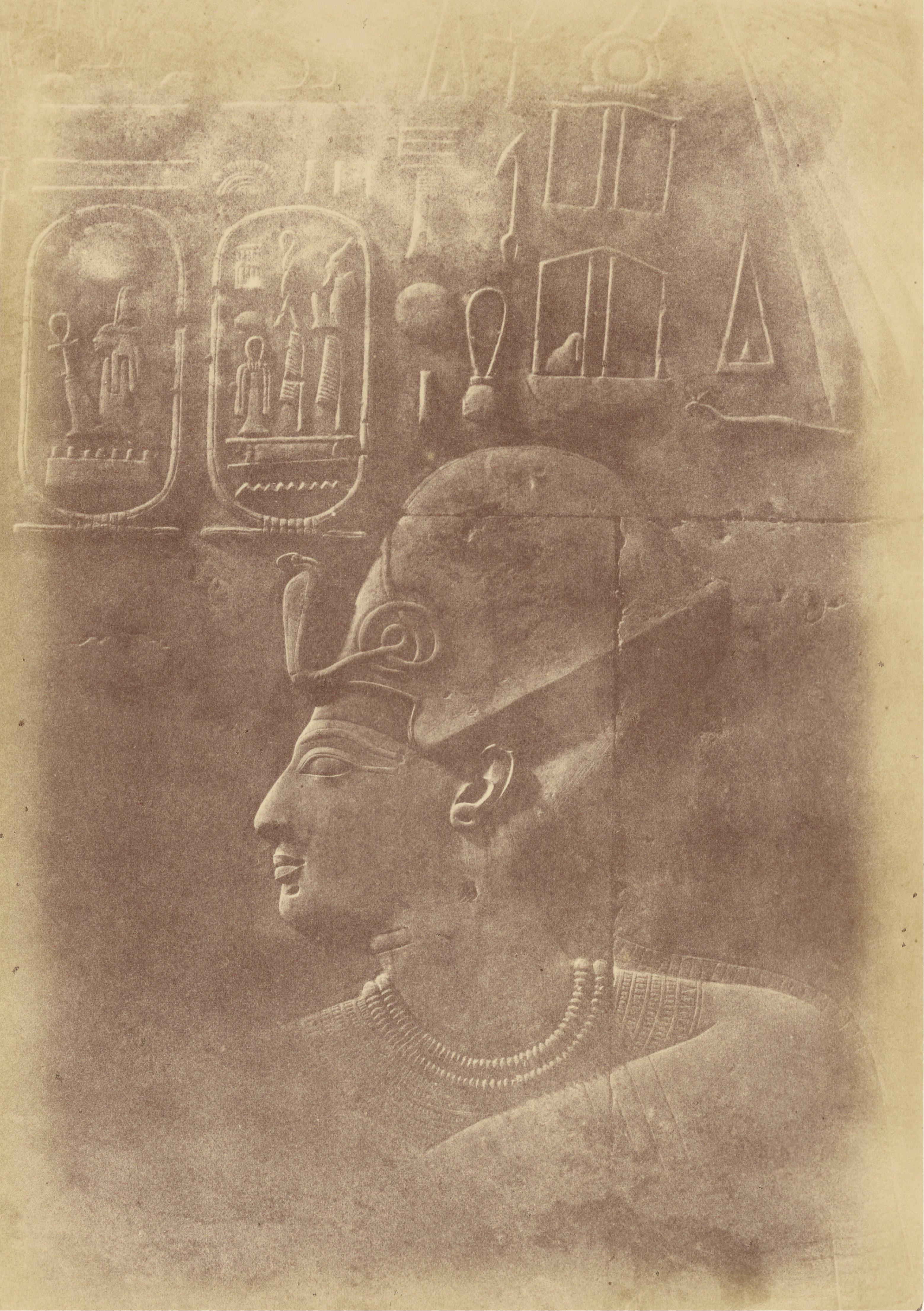
Dettaglio della testa di Seti I, recante la corona blu khepresh, raffigurato in un rilievo ad Abido (fotografia d'epoca di Théodule Devéria).

La figura di Seti I è stata più volte utilizzata in produzioni cinematografiche.
Nel film I dieci comandamenti Seti viene presentato come un re giusto e bonario. È interpretato da Cedric Hardwicke. Apprezza molto le capacità di Mosè, suo nipote adottivo, e lo ama molto più di quanto non ami il proprio figlio Ramses. Viene presentato come un sovrano generoso, che nutre gli affamati e adotta gli orfani. Detesta le trame ambiziose del figlio e lo rimprovera per non aver concluso la costruzione della città del tesoro. Affida il compito a Mosè che lo realizza nel migliore dei modi. Ramses viene invece incaricato di trovare il misterioso liberatore degli ebrei. Pensa che il nipote voglia tradirlo e si reca da lui per chiedere spiegazioni ma scopre che le voci che parlavano di lui come traditore erano solo calunnie di Ramses. Nel giorno del giubileo però, quando Seti dovrà decidere quale fra Ramses e Mosè dovrà divenire nuovo sovrano, è costretto a scegliere il proprio figlio perché il nipote è stato condannato come ebreo e assassino. A malincuore lo esilia dal proprio regno e cancella il suo nome da tutti i monumenti egizi. Muore in età avanzata, pronunciando il nome di Mosè, amato più del proprio figlio.
Nel film d'animazione Il principe d'Egitto Seti viene presentato come un sovrano potente e apparentemente giusto. Intende fare dell'Egitto un impero, sfruttando però la forza degli schiavi che lavorano per lui. Per paura di una ribellione fa massacrare tutti i bambini ebrei, un'azione ritenuta orribile da lui stesso sebbene necessaria, giustificandola come adatta alla condizione servile di quel popolo. Ama alla stessa maniera sia Ramses che Mosè, rimproverando spesso il primo perché vuole fortificarlo e prepararlo così al futuro di faraone. Quando Mosè scopre le sue vere origini e il massacro compiuto dagli uomini di Seti, cerca di consolare il figlio adottivo, causando però soltanto la sua fuga.
Seti I fa una breve apparizione anche nella saga La mummia. Nel primo capitolo della saga egli viene assassinato per mano di Imhotep, la futura mummia. Nel secondo capitolo La mummia - Il ritorno, oltre ad un flashback sull'assassinio già citato, l'immagine di Seti viene riproposta e contestualizzata nel corso di un combattimento tra Aneck-su-Namun (sua concubina e al contempo amante del sacerdote Imhotep e sua complice nell'assassinio del faraone) e Nefertiri (sua figlia, che non ha alcun legame con la Nefertari storica).
Nel musical "I dieci comandamenti" è l'unico, fra i personaggi secondari, a non parlare.

## Galleria d'immagini

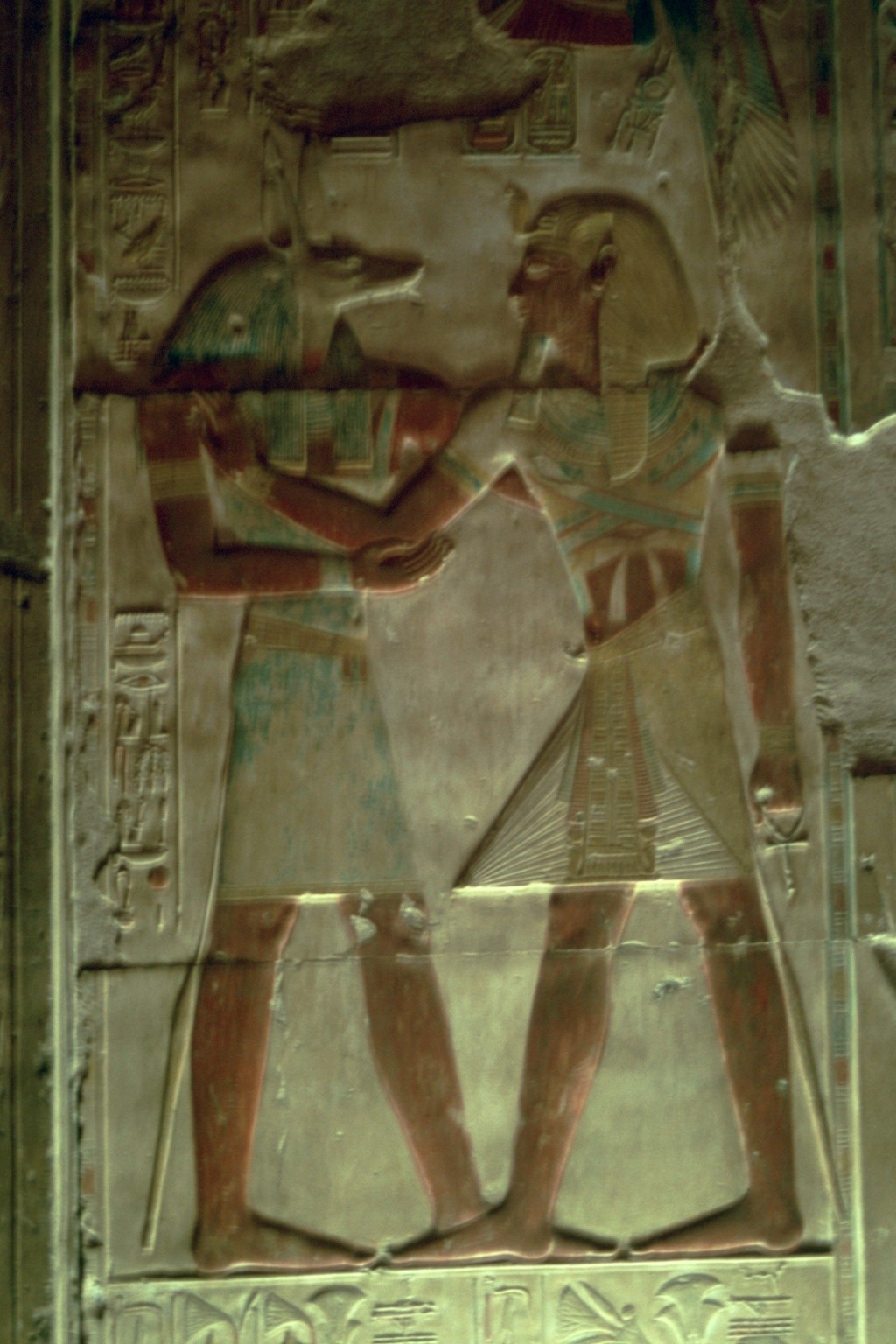
Rilievo dal tempio funerario di Seti I: il faraone è accolto dal dio Anubi.
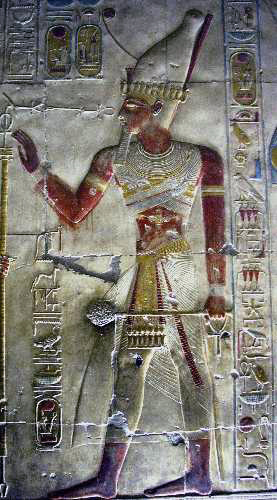
Seti I sulle pareti del suo tempio ad Abido

## Liste reali
| N5 | C10 | mn |

| N5 | C10 | mn |

| N5 | C10 | mn |

| N5 | C10 | mn |

| N5 | C10 | mn |

| N5 | C10 | mn |

| N5 | C10 | mn |

| N5 | C10 | mn |

| N5 | C10 | mn |

| N5 | C10 | mn |

| N5 | C10 | mn |

| N5 | C10 | mn |

| N5 | C10 | mn |

| N5 | C10 | mn |

| N5 | C10 | mn |

| N5 | C10 | mn |

## Titolatura
| G5 |

| G5 |

| E1 · D40 | N28 | m | S40 |

| E1 · D40 | N28 | m | S40 |

| E1 · D40 | N28 | m | S40 |

| E1 · D40 | N28 | m | S40 |

| E1 · D40 | N28 | m | S40 |

| E1 · D40 | N28 | m | S40 |

| E1 · D40 | N28 | m | S40 |

| E1 · D40 | N28 | m | S40 |

| G16 |

| G16 |

| F25 | F31 | s | G43 | t · Z2 | S42 | Aa1 · p · O39 | F23 · D46 | r · D40 | T10 · t | Z2ss · Z2ss · Z2ss |

| F25 | F31 | s | G43 | t · Z2 | S42 | Aa1 · p · O39 | F23 · D46 | r · D40 | T10 · t | Z2ss · Z2ss · Z2ss |

| G8 |

| G8 |

| F25 | N28 · Z2 | wsr | s | r · D40 | T10 · T10 · T10 | m | N17 · N17 · N17 | V30 · Z2 |

| F25 | N28 · Z2 | wsr | s | r · D40 | T10 · T10 · T10 | m | N17 · N17 · N17 | V30 · Z2 |

| M23 · X1 | L2 · X1 |

| M23 · X1 | L2 · X1 |

| N5 | C10 | mn |

| N5 | C10 | mn |

| N5 | C10 | mn |

| N5 | C10 | mn |

| N5 | C10 | mn |

| N5 | C10 | mn |

| N5 | C10 | mn |

| N5 | C10 | mn |

| G39 | N5 |

| G39 | N5 |

| p · t | V28 | C7 | i | i | N36 · n |

| p · t | V28 | C7 | i | i | N36 · n |

| p · t | V28 | C7 | i | i | N36 · n |

| p · t | V28 | C7 | i | i | N36 · n |

| p · t | V28 | C7 | i | i | N36 · n |

| p · t | V28 | C7 | i | i | N36 · n |

| p · t | V28 | C7 | i | i | N36 · n |

| p · t | V28 | C7 | i | i | N36 · n |